# 地狱边境
《地狱边境》（英語：Limbo）是一款平台解谜游戏，它是丹麦游戏开发商Playdead Studios的首部作品，2010年7月在Xbox Live Arcade上首发，现支持13国语言。《地狱边境》是一款2D横向卷轴电子游戏，引入了可控制环境物体和玩家角色的物理引擎。玩家扮演一个无名的男孩，他将穿越重重危险去寻找他的姊姊。游戏中设置了重重陷阱，玩家必须运用自己的逻辑思维和想象能力来解决一路上的难题，可能在找到正确方案前遭遇多次失败。Playdead将游戏的风格称为“試驗與死亡”（Trial and Death），如果玩家角色死亡，将会出现在视觉上十分恐怖血腥的画面。
该游戏的画面主要是以灰階风格来表现的，诡异的光线、胶片般的颗粒感画质和微小的环境噪声都烘托出了诡异恐怖的气氛。游戏记者们赞赏这种黑色风格，并将其与黑色电影和德国表现主义相比较。由于游戏独特的美学风格，评论家们把它当做“艺术游戏”的一个范例。
Playdead公司已于2016年6月发布了其最新作品《Inside》，角色、画面风格和游戏方式继承了《地狱边境》，依旧广受好评。

## 情节
游戏的主角是一个无名男孩，他在地狱边境（游戏英文名来自于拉丁文“limbus”，意味着“边沿”）的森林深处苏醒。为了寻找他的姐姐，他一路遭遇重重危险，有奇怪的陌生人，有巨型蜘蛛，有陷阱，有工厂机械，有水洼等等。路上他遇到了一个女性角色，没等他追上就突然消失了，在森林的尽头他进入了一个破碎的城市，当完成所有的谜题之后，主角穿破一面玻璃重新进入森林，他再次遇到一个女孩，女孩未等他接近，突然起身，整个游戏到此戛然而止。

## 游戏设计
在游戏设计之初，Jensen就为地狱边境这个游戏设定了三个目标。第一个是创造一个独特艺术风格。Jensen希望能够不借助复杂的三维模型也能营造一个唯美的意境，并且专注于提升游戏的趣味性。第二个目标是除了常规的左右移动以外，只需要增加跳跃和抓取这两个控制方法，这样可以提升易玩性。最后这个游戏不需要辅助的文字指导玩家，让玩家自己学习游戏中的机械系统。游戏有意没有揭示游戏内容的细节，仅仅用一句“由于担心姐姐的命运，一个小男孩进入了地狱边境”让玩家自己去思考游戏方法，品读游戏意味。
遊戲中另外設計了一條常規路線之外的隱藏路線，該路線環境為幾近全黑，難度增高，玩家只能以聽聞環境機關聲音的方式攻略該路線，此設計為常規玩法之外提供了另一個新奇的玩法。

## 評價
| 汇总媒体     | 得分                                   |
| ------------ | -------------------------------------- |
| GameRankings | 90.61% (X360) 89.55% (PS3) 88.41% (PC) |
| Metacritic   | 90/100 (X360) 90/100 (PS3) 88/100 (PC) |

| 媒体          | 得分   |
| ------------- | ------ |
| 1UP.com       | B      |
| Edge          | 9/10   |
| Eurogamer     | 9/10   |
| G4            | 5/5    |
| Game Informer | 9/10   |
| GameSpot      | 9/10   |
| GameSpy       | [ 14 ] |
| IGN           | 9/10   |

《地狱边境》获得了积极的评价，但也被批评故事太短；有些评论家发现游戏有着某种深层含义，它与游戏过程紧密相连；另一些则认为缺乏重要剧情和突然地结尾贬低了游戏的价值。批评者们的共同点是认为较高的售价和较短的游戏时间可能使顾客不愿购买这款游戏，但反觀者则认为游戏的长度是合理的。游戏的销量是2010年Xbox Live Arcade游戏中第三高的，产生了750万收入。该游戏还赢得了两项独立游戏节奖项。

## 外部連結
- （英文）官方网站